# Alenka Cuderman
Alenka Cuderman (13 giugno 1961) è un'ex pallamanista slovena, fino al 1992 jugoslava.

## Palmarès

### Olimpiadi
- 1 medaglia:
  - 1 oro (Los Angeles 1984)